# Championnat du monde d'échecs 2023
Vainqueur
Précédent Suivant
Le Championnat du monde d'échecs 2023 se déroule du 7 avril au 1er mai 2023 à Astana, et oppose le russe Ian Nepomniachtchi, vainqueur du tournoi des candidats 2022, au chinois Ding Liren, deuxième de ce même tournoi.
Ding Liren remplace dans ce match le champion du monde en titre Magnus Carlsen, qui renonce à défendre son titre détenu depuis 2013, justifiant sa décision par un manque de motivation. Un précédent existe cependant, ce sont les championnats du monde d'échecs 1975, avec la renonciation de Bobby Fischer au profit d'Anatoly Karpov.
La Fédération internationale des échecs organise le championnat du monde sous la forme actuelle depuis 2006.
À l'issue de la rencontre, Ding Liren est déclaré vainqueur.

## Tournoi des candidats (été 2022)

### Sélection des candidats
Le challenger du champion du monde en titre est le vainqueur du tournoi des candidats.
Les candidats au championnat du monde sont :
| Mode de qualification                                 | Joueur                                                               | Âge | Classement Elo | Rang |
| ----------------------------------------------------- | -------------------------------------------------------------------- | --- | -------------- | ---- |
| Vainqueur des Candidats 2020                          | Ian Nepomniachtchi                                                   | 31  | 2 773          | 6    |
| Candidat désigné par la FIDE                          | Teimour Radjabov                                                     | 35  | 2 753          | 13   |
| Finalistes de la Coupe du Monde 2021                  | Jan-Krzysztof Duda (vainqueur)                                       | 24  | 2 750          | 16   |
| Finalistes de la Coupe du Monde 2021                  | Sergueï Kariakine (finaliste) (disqualifié, remplacé par Ding Liren) | 32  | 2 747          | 17   |
| Deux premiers du tournoi Grand Suisse FIDE 2021       | Alireza Firouzja (vainqueur)                                         | 19  | 2 804          | 3    |
| Deux premiers du tournoi Grand Suisse FIDE 2021       | Fabiano Caruana (deuxième)                                           | 29  | 2 786          | 4    |
| Deux premiers du Grands Prix FIDE 2022                | Hikaru Nakamura (vainqueur)                                          | 34  | 2 760          | 11   |
| Deux premiers du Grands Prix FIDE 2022                | Richárd Rapport (deuxième)                                           | 26  | 2 776          | 5    |
| Sélectionné sur la base du classement Elo de mai 2022 | Ding Liren (en remplacement de Kariakine)                            | 29  | 2 806          | 2    |

Le 21 mars 2022, Sergueï Kariakine — initialement qualifié en tant que finaliste de la Coupe du monde d'échecs 2021 — est suspendu par la commission d'éthique de la FIDE de toutes les compétitions comptant pour le classement pendant 6 mois en raison de ses déclarations sur l'invasion de l'Ukraine par la Russie. Sous réserve d'un recours, il est remplacé par le joueur au plus haut classement Elo au classement FIDE classique de mai 2022 et ayant au moins joué 30 parties classiques classées entre juin 2021 et mai 2022.

### Organisation et résultats du tournoi des candidats
Le tournoi des candidats est un tournoi à deux tours entre huit joueurs (14 rondes). Il est organisé du 16 juin au 5 juillet au Palacio de Santoña (es) à Madrid avec quatre journées de repos qui ont lieu après trois jours de compétition.
La premier joueur a les pièces blanches. 1–0 indique une victoire des blancs, ½–½ un match nul entre les deux joueurs, et 0–1 une victoire des noirs.
| Jan-Krzysztof Duda | Richárd Rapport    | ½ – ½ |
| Ding Liren         | Ian Nepomniachtchi | 0 – 1 |
| Fabiano Caruana    | Hikaru Nakamura    | 1 – 0 |
| Teimour Radjabov   | Alireza Firouzja   | ½ – ½ |

| Richárd Rapport    | Alireza Firouzja | ½ – ½ |
| Hikaru Nakamura    | Teimour Radjabov | 1 – 0 |
| Ian Nepomniachtchi | Fabiano Caruana  | ½ – ½ |
| Jan-Krzysztof Duda | Ding Liren       | ½ – ½ |

| Ding Liren       | Richárd Rapport    | ½ – ½ |
| Fabiano Caruana  | Jan-Krzysztof Duda | ½ – ½ |
| Teimour Radjabov | Ian Nepomniachtchi | ½ – ½ |
| Alireza Firouzja | Hikaru Nakamura    | ½ – ½ |

| Richárd Rapport    | Hikaru Nakamura  | ½ – ½ |
| Ian Nepomniachtchi | Alireza Firouzja | 1 – 0 |
| Jan-Krzysztof Duda | Teimour Radjabov | ½ – ½ |
| Ding Liren         | Fabiano Caruana  | ½ – ½ |

| Fabiano Caruana  | Richárd Rapport    | ½ – ½ |
| Teimour Radjabov | Ding Liren         | ½ – ½ |
| Alireza Firouzja | Jan-Krzysztof Duda | ½ – ½ |
| Hikaru Nakamura  | Ian Nepomniachtchi | ½ – ½ |

| Teimour Radjabov   | Richárd Rapport    | ½ – ½ |
| Alireza Firouzja   | Fabiano Caruana    | 0 – 1 |
| Hikaru Nakamura    | Ding Liren         | ½ – ½ |
| Ian Nepomniachtchi | Jan-Krzysztof Duda | 1 – 0 |

| Richárd Rapport    | Ian Nepomniachtchi | 0 – 1 |
| Jan-Krzysztof Duda | Hikaru Nakamura    | ½ – ½ |
| Ding Liren         | Alireza Firouzja   | ½ – ½ |
| Fabiano Caruana    | Teimour Radjabov   | 1 – 0 |

| Richárd Rapport    | Jan-Krzysztof Duda | 1 – 0 |
| Ian Nepomniachtchi | Ding Liren         | ½ – ½ |
| Hikaru Nakamura    | Fabiano Caruana    | 1 – 0 |
| Alireza Firouzja   | Teimour Radjabov   | ½ – ½ |

| Alireza Firouzja | Richárd Rapport    | 1 – 0 |
| Teimour Radjabov | Hikaru Nakamura    | 1 – 0 |
| Fabiano Caruana  | Ian Nepomniachtchi | ½ – ½ |
| Ding Liren       | Jan-Krzysztof Duda | 1 – 0 |

| Richárd Rapport    | Ding Liren       | 0 - 1 |
| Jan-Krzysztof Duda | Fabiano Caruana  | 1 – 0 |
| Ian Nepomniachtchi | Teimour Radjabov | ½ – ½ |
| Hikaru Nakamura    | Alireza Firouzja | 1 – 0 |

| Hikaru Nakamura  | Richárd Rapport    | ½ – ½ |
| Alireza Firouzja | Ian Nepomniachtchi | 0 - 1 |
| Teimour Radjabov | Jan-Krzysztof Duda | ½ – ½ |
| Fabiano Caruana  | Ding Liren         | 0 - 1 |

| Richárd Rapport    | Fabiano Caruana  | ½ – ½ |
| Ding Liren         | Teimour Radjabov | 0 - 1 |
| Jan-Krzysztof Duda | Alireza Firouzja | ½ – ½ |
| Ian Nepomniachtchi | Hikaru Nakamura  | ½ – ½ |

| Ian Nepomniachtchi | Richárd Rapport    | ½ – ½ |
| Hikaru Nakamura    | Jan-Krzysztof Duda | 1 - 0 |
| Alireza Firouzja   | Ding Liren         | ½ – ½ |
| Teimour Radjabov   | Fabiano Caruana    | ½ – ½ |

| Richárd Rapport    | Teimour Radjabov   | 0 - 1 |
| Fabiano Caruana    | Alireza Firouzja   | 0 - 1 |
| Ding Liren         | Hikaru Nakamura    | 1 - 0 |
| Jan-Krzysztof Duda | Ian Nepomniachtchi | ½ – ½ |

| Place | Joueur             | Points | G | N | P |    | NEP | Ding | RAD | NAK | CAR | FIR | Duda | RAP |
| ----- | ------------------ | ------ | - | - | - | -- | --- | ---- | --- | --- | --- | --- | ---- | --- |
| 1     | Ian Nepomniachtchi | 9,5    | 5 | 9 | 0 |    | ½1  | ½    | ½   | ½   | 1   | 1½  | ½1   |     |
| 2     | Ding Liren         | 8      | 4 | 8 | 2 | 0½ |     | 0½   | 1½  | ½1  | ½   | ½1  | ½1   |     |
| 3     | Teimour Radjabov   | 7,5    | 3 | 9 | 2 | ½  | ½1  |      | 10  | ½0  | ½   | ½   | ½1   |     |
| 4     | Hikaru Nakamura    | 7,5    | 4 | 7 | 3 | ½  | ½0  | 10   |     | 10  | 1½  | 1½  | ½    |     |
| 5     | Fabiano Caruana    | 6,5    | 3 | 7 | 4 | ½  | 0½  | 1½   | 10  |     | 01  | ½0  | ½    |     |
| 6     | Alireza Firouzja   | 6      | 2 | 8 | 4 | 0  | ½   | ½    | ½0  | 01  |     | ½   | 1½   |     |
| 7     | Jan-Krzysztof Duda | 5,5    | 1 | 9 | 4 | ½0 | ½0  | ½    | ½0  | 1½  | ½   |     | ½0   |     |
| 8     | Richárd Rapport    | 5,5    | 1 | 9 | 4 | 0½ | ½0  | 0½   | ½   | ½   | ½0  | 1½  |      |     |

Règles de classement :
 
1/ Plus grand nombre de points ;

2/ En cas d'égalité, score particulier entre les joueurs à égalité ;

3/ Nombre total de victoires ;

4/ Système Sonneborn-Berger ;

5/ Tie-break entre joueurs à égalité pour la première place.
Le 5 juillet a lieu la cérémonie de clôture, sans nécessité d'organiser des départages entre joueurs.

## Carlsen envisage de ne pas défendre son titre
Lors d'une interview donnée le 14 décembre 2021, Magnus Carlsen déclare : « Il a été clair pour moi la majeure partie de l'année que ce Championnat du monde [de 2021] devait être le dernier, il ne signifie plus autant pour moi qu'avant. Pour ceux qui s'attendent à me voir disputer le prochain Championnat du monde, la probabilité qu'ils soient déçus est très grande. Il est important que je précise que j'ai l'intention de continuer à jouer aux échecs car ça m'apporte beaucoup de joie. Mais le Championnat du monde n'a pas été source de plaisir, (...) Si quelqu'un d'autre que Firouzja gagnait le tournoi des candidats, il serait peu probable que je défende mon titre lors du prochain match de Championnat du monde. »
Magnus Carlsen déclarant finalement forfait par avance, renonçant à défendre son titre, le match pour le championnat du monde se tient entre le gagnant et le joueur arrivant deuxième au tournoi des candidats.

## Championnat du monde entre Ian Nepomniachtchi et Ding Liren

### Organisation
Après leurs succès respectifs au Tournoi des candidats 2022 et à la suite de l'abandon de Magnus Carlsen, le championnat du monde d'échecs 2023 oppose le joueur russe Ian Nepomniachtchi au joueur chinois Ding Liren à Astana du 7 avril au 1er mai. Ils s'affrontent au cours de 14 parties en cadence classique.
Le vainqueur remporte 1,2 million d'euros, laissant 800 000 € au vaincu. Si aucun vainqueur n'est déterminé au terme des 14 parties classiques et que des départages sont nécessaires, seulement 1,1 million d'euros sont versés au champion et 900 000 € au second.

### Règlement
Les règles du match sont les suivantes :
Le match entre les deux adversaires est composé de 14 parties classiques (au maximum).
Une victoire apporte un point, une nulle apporte un demi-point, une défaite n'apporte aucun point.
Le joueur qui remporte 7,5 points ou plus remporte le match, devenant ainsi champion du monde.
Les parties sont des parties dites classiques, chaque joueur dispose de 120 minutes pour les 40 premiers coups, un ajout de 60 minutes est alors effectué pour les 20 coups suivants, enfin 15 minutes sont ajoutées pour le reste de la partie avec un incrément de 30 secondes à chaque coup.
À partir du 40e coup (noir), les joueurs ont la possibilité de convenir d'une nulle par accord mutuel.
En cas d'égalité, les règles pour le départage sont les suivantes :
Si à l'issue des 14 parties aucun joueur n'a obtenu 7,5 points ou plus, alors les départages sont organisés.
Un match, de quatre parties rapides de cadence 25+10, est organisé. Le joueur commençant avec les blancs est tiré au sort.
Si l'égalité persiste, un match, de 2 parties de cadence 5+3, est organisé. Le joueur commençant avec les blancs est tiré au sort. Si l'égalité persiste, les joueurs s'affrontent dans des parties en 3+2 jusqu'à la victoire d'un des deux joueurs. Le joueur commençant avec les blancs est tiré au sort. Les couleurs alternent à chaque partie.

### Résultats des parties
| Partie | Date     | Ding Liren | Ian Nepomniachtchi | Ouverture (Code ECO)                                    | Nombre de coups | Score                          |
| ------ | -------- | ---------- | ------------------ | ------------------------------------------------------- | --------------- | ------------------------------ |
| 1      | 9 avril  | ♚ ½        | ♔ ½                | Partie espagnole, variante d'échange différée (C85)     | 49              | Égalité 0,5 – 0,5              |
| 2      | 10 avril | ♔ 0        | ♚ 1                | Gambit dame accepté, variante classique (D27)           | 29              | Nepomniachtchi mène 1,5 – 0,5  |
| 3      | 12 avril | ♚ ½        | ♔ ½                | Gambit dame refusé, variante d'échange (D35)            | 30              | Nepomniachtchi mène 2 – 1      |
| 4      | 13 avril | ♔ 1        | ♚ 0                | Ouverture anglaise, variante des quatre cavaliers (A28) | 47              | Égalité 2 – 2                  |
| 5      | 15 avril | ♚ 0        | ♔ 1                | Partie espagnole, variante fermée (C84)                 | 48              | Nepomniachtchi mène 3 – 2      |
| 6      | 16 avril | ♔ 1        | ♚ 0                | Système de Londres (D02)                                | 44              | Égalité 3 – 3                  |
| 7      | 18 avril | ♚ 0        | ♔ 1                | Défense française, variante Tarrasch (C07)              | 37              | Nepomniachtchi mène 4 – 3      |
| 8      | 20 avril | ♔ ½        | ♚ ½                | Défense nimzo-indienne, variante Sämisch (E28)          | 45              | Nepomniachtchi mène 4,5 – 3,5, |
| 9      | 21 avril | ♚ ½        | ♔ ½                | Partie espagnole, défense berlinoise (C65)              | 82              | Nepomniachtchi mène 5 – 4      |
| 10     | 23 avril | ♔ ½        | ♚ ½                | Ouverture anglaise, variante des quatre cavaliers (A28) | 45              | Nepomniachtchi mène 5,5 – 4,5  |
| 11     | 24 avril | ♚ ½        | ♔ ½                | Partie espagnole, variante fermée (C84)                 | 39              | Nepomniachtchi mène 6 – 5      |
| 12     | 26 avril | ♔ 1        | ♚ 0                | Système Colle (D04)                                     | 38              | Égalité 6 – 6                  |
| 13     | 27 avril | ♚ ½        | ♔ ½                | Partie espagnole, variante fermée (C84)                 | 40              | Égalité 6,5 – 6,5              |
| 14     | 29 avril | ♔ ½        | ♚ ½                | Défense nimzo-indienne, variante Rubinstein (E46)       | 90              | Égalité 7 – 7                  |

### Résultats des parties rapides
Quatre parties rapides sont prévues (sauf si un des joueurs obtient au moins 2,5 points en trois parties) le 30 avril. Si le score est égal, deux parties en blitz seront jouées, puis deux autres, puis une série de parties en blitz jusqu'au premier résultat décisif.
Les départages voient la victoire de Ding Liren (avec les pièces noires) lors de la quatrième et dernière partie rapide, les trois autres s'étant finies sur une égalité.